# Drama-CD
Un CD drama ou drama-CD (ドラマCD, dorama CD) est un type particulier de CD audio généralement lié à un anime ou manga à succès. Ils sont particulièrement populaires au Japon. Ce sont des feuilletons radiophoniques non diffusés à la radio, mais publiés directement sur CD. Contrairement aux bandes sonores simples, un drama-CD ne contient pas forcément des pistes musicales. En effet, la caractéristique fondamentale d'un CD drama est de présenter des histoires alternatives à la série adaptée. Si c'est une adaptation d'un anime, les seiyū vont reprendre leur propre rôle afin d'interpréter ce nouveau scénario.
Si c'est un CD drama tiré d'un manga ou d'un roman qui n'a pas été adapté en anime, les seiyū engagés le seront uniquement pour un enregistrement audio. C'est le cas, par exemple, d'œuvres telles que les CD drama des mangas Strobe Edge ou Le Requiem du roi des roses.